# فرهاد شهرکی
فرهاد شهرکی (زاده ۳۱ شهریور ۱۳۴۵ جزینک) سیاستمدار ایرانی و عضو هیئت علمی در رشته مهندسی شیمی است. شهرکی در دوازدهمین دوره انتخابات مجلس شورای اسلامی حوزه سیستان که در ۱۱ اسفند ۱۴۰۳ برگزار شد با ۴۸۷۹۱ رأی از ۱۶۰هزار و ۸۴۲ رأی صحیح به مجلس راه یافت.
فرهاد شهرکی دارای مدرک کارشناسی ارشد، مهندسی شیمی طراحی فرایند، دانشگاه تربیت مدرس، ۱۳۶۹ ← ۱۳۷۱و دکترای مهندسی شیمی طراحی فرایند، از انگلستان منچستر، ۱۳۷۶ ← ۱۳۸۰ می‌باشد